# ان‌جی‌سی ۸۶

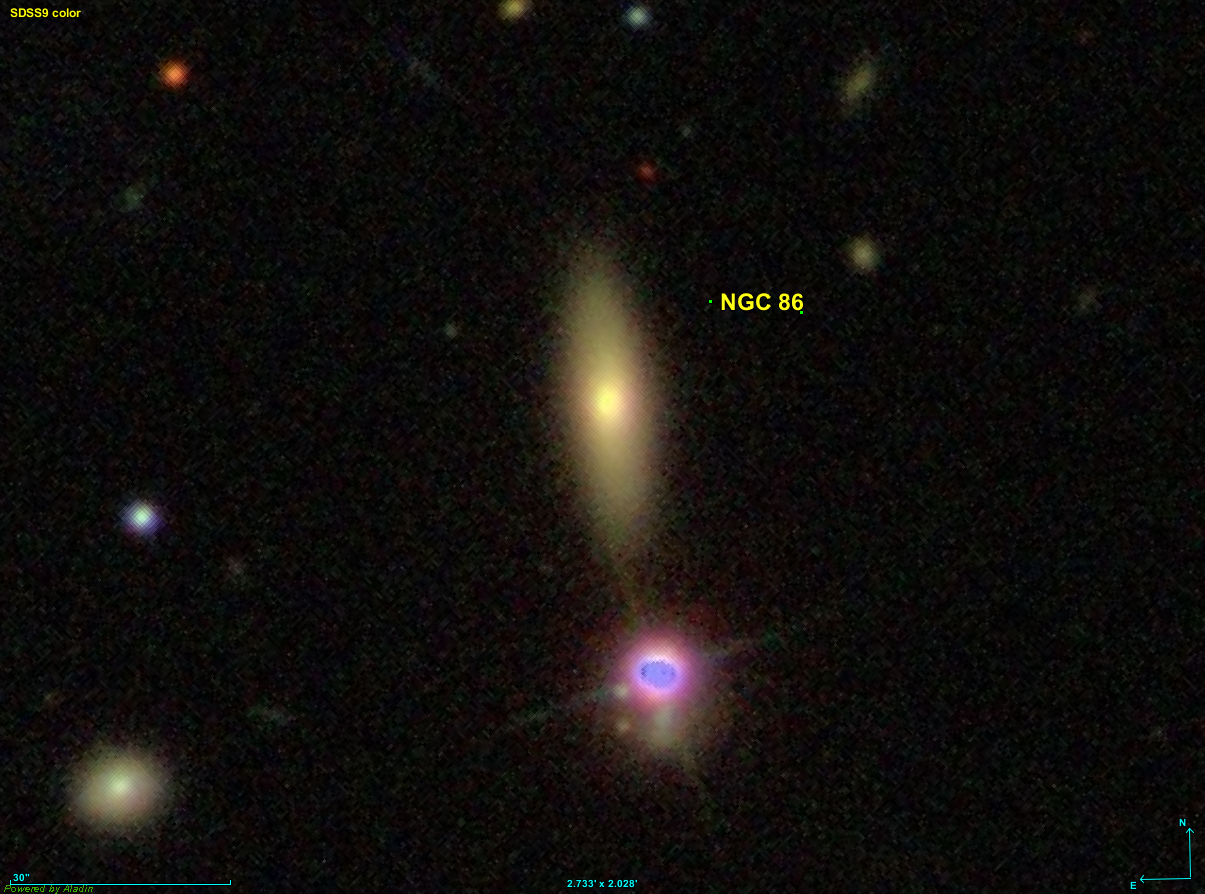
ان‌جی‌سی ۸۶

ان‌جی‌سی ۸۶ (به انگلیسی: NGC 86) یک کهکشان مارپیچی با قدر ظاهری ۱۴٫۹ است که در صورت فلکی زن برزنجیر قرار دارد.